# 李穎士
李穎士（?—?），光州固始（今河南固始）人。葉紹翁的祖父。
北宋政和五年（1115年）進士，受處州（今浙江）刑曹，後知餘姚。建炎三年（1129年），與隘官陳彥募鄉兵數千，抗金有功，升大理寺丞、刑部郎中，後因御史中丞趙鼎事被貶。